# Autobahnkreuz Köln-Nord
Autobahnkreuz Köln-Nord (AK Köln-Nord, Kreuz Köln-Nord) – węzeł drogowy na skrzyżowaniu autostrad A1 i A57 w kraju związkowym Nadrenia Północna-Westfalia w Niemczech. Znajduje się w północnej części Kolonii.
| Z                   | Do                      | Średnie dzienne natężenie ruchu |
| ------------------- | ----------------------- | ------------------------------- |
| AS Köln-Niehl (A1)  | AK Köln-Nord            | 98 100                          |
| AK Köln-Nord        | AS Köln-Bocklemünd (A1) | 90 300                          |
| AS Chorweiler (A57) | AK Köln-Nord            | 99 900                          |
| AK Köln-Nord        | AS Longerich (A57)      | 85 700                          |

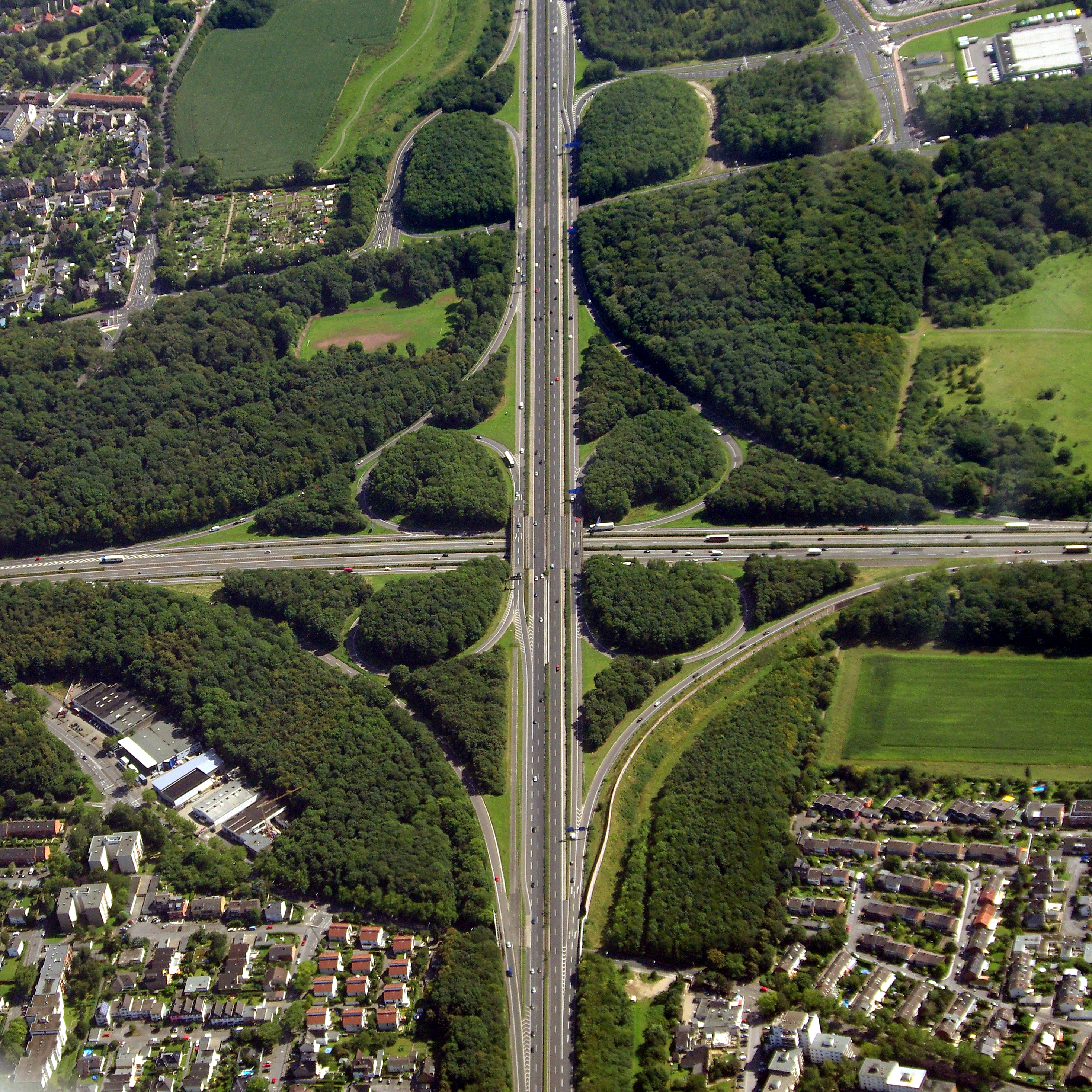
Węzeł Köln-Nord (widok od północy)